# Toxorhina acanthobasis
Toxorhina acanthobasis är en tvåvingeart som beskrevs av Alexander 1960. Toxorhina acanthobasis ingår i släktet Toxorhina och familjen småharkrankar. Inga underarter finns listade i Catalogue of Life.